# La Boissière-de-Montaigu
La Boissière-de-Montaigu je francouzská obec v departementu Vendée v Pays de la Loire.